# Jackestjärnen (naturreservat)
Jackestjärnen är ett naturreservat i Åsele kommun i Västerbottens län.
Reservatet omfattar Jackestjärnen och sydvästsluttningen av Storsjöliden. Området är 21 hektar stort, varav 18 hektar är granskog och 3 hektar utgörs av själva tjärnen samt myrmark kring den. Området är beläget 510–550 meter över havet och naturskyddat sedan 2018.

## Flora
Skogen i naturreservatet är rik på vedsvampar och andra svampar. Bland arterna finns lappticka och rynkskinn vilka båda är rödlistade som sårbara arter, samt doftskinn, gammelgransskål, gränsticka, kötticka, rosenticka och ullticka vilka betecknas som nära hotade. Utöver svampar lever här också lavar, till exempel garnlav, kortskaftad ärgspik och lunglav, samtliga listade som nära hotade arter.